# You're Gonna Miss It All
You're Gonna Miss It All es el segundo álbum de la banda estadounidense de Rock Modern Baseball.

## Antecedentes
Al igual que su álbum debut Deportes (2012), Vas a perder Todo fue escrito mientras que los miembros de la banda estaban asistiendo a la universidad, Brendan Lukens y Jake Ewald.

## Recepción
alcanzó el número 97 en el Billboard 200 y Nº 15 sobre los álbumes alternativos de los Estados Unidos Estados Unidos.

## Lista de canciones
Todas las letras escritas por Modern Baseball, toda la música compuesta por Modern Baseball. 
| N.º   | Título                 | Duración |  |
| 1.    | «Fine, Great»          | 2:28     |  |
| 2.    | «Broken Cash Machine»  | 1:50     |  |
| 3.    | «Rock Bottom»          | 2:13     |  |
| 4.    | «Apartment»            | 2:47     |  |
| 5.    | «The Old Gospel Choir» | 2:33     |  |
| 6.    | «Notes»                | 2:16     |  |
| 7.    | «Charlie Black»        | 2:10     |  |
| 8.    | «Timmy Bowers»         | 2:05     |  |
| 9.    | «Going to Bed Now»     | 3:05     |  |
| 10.   | «Your Graduation»      | 2:44     |  |
| 11.   | «Two Good Things»      | 2:49     |  |
| 12.   | «Pothole»              | 2:36     |  |
| 29:30 |                        |          |  |